# Beli brod
Beli brod (bulgariska: Бели брод) är ett distrikt i Bulgarien.   Det ligger i kommunen Obsjtina Bojtjinovtsi och regionen Montana, i den nordvästra delen av landet, 100 kilometer norr om huvudstaden Sofia.
Trakten runt Beli brod består till största delen av jordbruksmark. Runt Beli brod är det ganska tätbefolkat, med 108 invånare per kvadratkilometer.